# 富田一彦 (デザイナー)
富田 一彦（とみた かずひこ、1965年 - ）は、日本のプロダクトデザイナー。食器や家具などのデザインを手掛け、グッドデザイン賞をはじめ、ドイツ・デザインプラス賞など国際的な賞も数多く受賞している。

## 経歴
長崎県長崎市出身。長崎県立長崎東高等学校を経て、千葉大学工学部工業意匠学科卒業後、イギリスのロイヤル・カレッジ・オブ・アート（RCA、王立美術大学院）へ留学。同大学修了後、イタリア・ミラノに自身のアトリエ「意匠二次元半」を設立し、2010年まで現地を拠点として作品制作に取り組んだ。その間、日本の伝統工芸品である漆器を用いたデザインブランド「NUSSHA」およびCOVO社（ローマ）のアートディレクターを務めたほか、ローマ大学工業デザイン科において非常勤講師を担当した。2011年に発生した東日本大震災を契機として、日本へ活動拠点を移した。

## 年譜
- 1965年 - 長崎県長崎市生まれ
- 1989年 - 千葉大学工学部卒業
- 1992年 - ロイヤル・カレッジ・オブ・アート修了
- 1993年 - アトリエ「意匠二次元半」開設
- 2000年 - COVO社アートディレクター
- 2004年 - NUSSHAアートディレクター
- 2005年 - アトリエを「トミタデザイン」に改称
- 2011年 - 活動拠点を日本に移す

## 主な作品
- 「MORODE porcelain」（1998年） - グッドデザイン・中小企業庁長官賞受賞[2]

## 人物
- 工業デザイナーの秋岡芳夫に強い影響を受けた[1]。千葉大学在学中に秋岡が主宰する「秋岡木工塾」に通う中で工業デザインのルーツに感銘を受けたほか、海外留学を決めた背景にも秋岡の薦めがあるという[1][4]。
- イギリスへの留学に際し資金的な問題を抱えたが、イタリアのデザイナーであるヴィコ・マジストレッティ（英語版）の尽力によりカッシーナ社から奨学金を受けることができた[4]。RCA留学中、マジストレッティを生んだイタリアでデザインに取り組みたいと考えるようになり、ミラノでのアトリエ開設に至った[4]。

## テレビ番組
- 日経スペシャル ガイアの夜明け 「伝統工芸 復活への道 ～職人の技をビジネスに生かせ！～」（2006年7月4日、テレビ東京）[5]。- 山中漆器の欧米市場への挑戦を取材。